# Hercules: The Legendary Journeys (игра)
Hercules: The Legendary Journeys — компьютерная игра в жанре приключенческий экшен, основанная на американском телесериале «Удивительные странствия Геракла» (1995—1999). Версия для Nintendo 64 была разработана компанией Player 1 и выпущена Titus Interactive в 2000 году. Выход версии для Game Boy Color, созданной самой Titus Interactive, состоялся в 2001 году в Европе и в 2002 — в Северной Америке.

## Геймплей

### Nintendo 64
Hercules: The Legendary Journeys представляет собой приключенческий экшн с видом от третьего лица. Большую часть времени игрок управляет главным героем Гераклом, исследуя мир игры, состоящий из связанных друг с другом локаций. Персонаж может передвигаться шагом или бегом, прыгать, плавать и карабкаться по лестницам.
При исследовании локаций игрок может сражаться с врагами, а также взаимодействовать с различными объектами — поднимать, бросать и разрушать. Побеждённые противники оставляют после себя деньги, а в бочках можно найти еду, восстанавливающую здоровье. На уровнях также спрятаны сундуки с полезными предметами, необходимыми для прохождения. В городах главный герой может общаться с NPC, получать и выполнять задания, покупать материалы для изготовления новой экипировки и зелья, дающие возможность использовать в бою заклинания, и сохранять прогресс у жрицы.
В определённые моменты игры управление переключается на других персонажей — Иолая и Серену. Геймплей за них имеет свои особенности: Иолай использует в бою посох и может карабкаться по лозам, а Серена вооружена луком и стрелами, что даёт ей возможность устранять врагов на расстоянии.

### Game Boy Color
Геймплей портативной версии Hercules: The Legendary Journeys сочетает в себе элементы изометрического экшена и двухмерного платформера. Игрок может соединить приставку со вторым GBC с запущенной игрой Xena: Warrior Princess, чтобы получить доступ к скрытым уровням.

## Сюжет

### Nintendo 64
Однажды у царя всех богов Зевса и земной женщины Алкмены родился сын. Мальчику дали имя — Геракл. От отца Геракл унаследовал огромную силу, а от матери — доброе сердце. Мудрый кентавр Хирон обучил Геракла искусству ведения боя и сделал его настоящим воином. Повзрослев, Геракл решил помогать людям и бороться со злом.
История начинается с того, что Зевс, выпив отравленного Герой напитка, сильно ослаб и уже не мог править Олимпом. Арес, сын Геры и единокровный брат Геракла, воспользовался этим, чтобы захватить власть над богами и людьми. Он заключил Зевса в стеклянный шар, лишив верховного бога его силы. На Земле воцарился хаос: воины Ареса грабили и убивали людей, а боги не могли помешать им. Геракл должен освободить Зевса, вернуть ему потерянную силу и остановить Ареса.

### Game Boy Color
У царя всех богов Зевса было два сына: Арес — от богини Геры — и Геракл — от земной женщины Алкмены. Однажды Зевс решил испытать сыновей: он подложил им в кроватку двух змей. Арес испугался, а Геракл убил обеих змей. Зевс, увидев это, решил, что Геракл, а не Арес, отныне его законнорождённый сын. Арес затаил обиду на брата.
Время шло, братья росли, становились отважными воинами. И вот настал день, когда Зевс поведал Гераклу великую тайну — боги до тех пор будут жить и царствовать на Олимпе, пока люди верят в них. И потому, что жизнь богов держится на вере людей, они должны «делать то, что умеют только боги». Теперь и Гераклу нужно стать богом в глазах людей, чтобы получить право жить на Олимпе.

## Оценки
| Сводный рейтинг    | Сводный рейтинг |
| Агрегатор          | Оценка          |
| ------------------ | --------------- |
| GameRankings       | 61,71 %         |
| Metacritic         | 55/100          |
| Иноязычные издания |                 |
| Издание            | Оценка          |
| AllGame            | [ 8 ]           |
| EGM                | 3,5/10          |
| Game Informer      | 4,75/10         |
| GameSpot           | 6,3/10          |
| IGN                | 6,9/10          |
| Nintendo Power     | 6,0/10          |
| ONM                | 77 %            |

Hercules: The Legendary Journeys получила смешанные отзывы критиков. Средний балл версии для Nintendo 64 на агрегаторе Metacritic составил 55/100 на основании 7 рецензий, на GameRankings — 61,71 % на основе 12 обзоров.
Рецензенты отмечали сходство игрового процесса с The Legend of Zelda: Ocarina of Time. Эндрю Пфистер из Electronic Gaming Monthly счёл боевую систему скучной, а магию — слишком мощной для обычных сражений. Обозреватель Game Informer Эрик Реппен раскритиковал уровни за линейность. Фран Мирабелла из IGN отметил, что выполнение побочных заданий затруднено из-за больших размеров уровней и неинформативной карты.
Журнал Game Boy Xtreme поставил версии для Game Boy Color оценку в 48 %. Рецензент раскритиковал однообразный геймплей и графику, отметив, что главный герой выглядит «как ведущая You’ve Been Framed! в странном блондинистом парике в стиле Барбры Стрейзанд». Обозреватель Total Game Boy оценил игру более положительно — на 74 %, посчитав, что «из-под откровенно шокирующей графики, тошнотворно ужасной музыки, дурацкой системы сохранений и смехотворно высокой сложности на свет отчаянно пытается выбраться отличное приключение».